# Étienne Destot
Étienne Destot (né le 1er mars 1864 à Dijon, mort le 3 décembre 1918 à Châtillon-sur-Seine) est un radiologiste et anatomiste français. Il est connu à la fois pour avoir ouvert l'un des tout premiers services de radiologie de France mais également pour avoir décrit, après radiographie, les premières fractures du poignet et du pied. Enfin, il fut l'un des pionniers français des techniques stéréotaxiques.

## Origine et cursus universitaire
Étienne Auguste Joseph Destot est né le 1er mars 1864  à Dijon, d’un père marchand de tissu et d’une mère femme au foyer. Après une scolarité effectuée à Dijon, il se destina à une carrière de médecin militaire. Il s’inscrivit à la Faculté de Médecine à Lyon à l’âge de 20 ans mais, au cours d’une visite médicale à l'Hôpital du Val de Grâce, on découvrit qu’il était atteint d’une tuberculose pulmonaire. Il partit alors se soigner à Alger et s’y présenta au concours de l’internat : il y fut admis en 1886. Deux ans plus tard, il repassa le concours de l’internat des Hospices Civils de Lyon.

## Avant la découverte des rayons X par Roentgen
En 1889, à l'instigation du professeur Victor Augagneur, futur maire de Lyon, dont il fut l'interne, Destot s'inocula le psoriasis avec succès à des fins de recherches sur la contagiosité de cette maladie inflammatoire. Il décrivit lui-même l’évolution de son mal à la Société des sciences médicales de Lyon. Il effectua tout son cursus universitaire à Lyon.
En 1891, Destot fut nommé aide dans le laboratoire d'anatomie du professeur Léo Testut, l'un des pères de cette discipline: c’est dans ce laboratoire qu’il fut formé à l’analyse anatomique.
En juin 1891, Destot fut ensuite envoyé en mission à Neuville-les Dames (Ain) pour comprendre les mécanismes de la propagation d'une épidémie de diphtérie. Destot détermina les origines de la contamination. Pour son dévouement, la médaille des épidémies lui fut décernée.
En 1892, le 29 décembre, Destot présenta ses travaux de thèse intitulée Études statistiques sur la mortalité dans les services de chirurgie des Hôpitaux de Lyon dans laquelle il n’hésita pas à fustiger les pratiques de certains personnels de santé. Cet ouvrage lui valut de nombreuses inimitiés auprès de certains médecins lyonnais.
En 1893, Destot entra dans le service de clinique médicale du professeur Raphaël Lépine où il s’initia aux applications médicales de l’électricité. En particulier, après quelques mois d’étude seulement, Destot exposa en 1894 ses travaux sur la cataphorèse électrique, c'est-à-dire les propriétés de certains courants électriques pour traiter les rhumatismes, la goutte et pour améliorer la pénétration de certains médicaments.

## Les premiers clichés radiographiques et développements technologiques
Les 5 et 25 février 1896, c'est-à-dire environ un à deux mois après la découverte des rayons X par Wilhelm Conrad Roentgen, Destot fit fonctionner un tube de Crookes fourni par les frères Lumière devant la Société des sciences médicales de Lyon et réalisa plusieurs clichés radiographiques ,. Destot créa l’un des tout premiers laboratoires de radiologie de l’Histoire en occupant une boutique désaffectée d’un bouquiniste située au rez-de-chaussée de l'Hôtel-Dieu de Lyon et s’ouvrant sur les quais du Rhône. Cet antre devint « la boutique de Destot ». Dans sa « boutique », Destot effectua des milliers de radiographies dont de nombreuses sur des patients que lui envoyait le chirurgien, Louis Léopold Ollier (1830–1900). De plus, il proposa d'innombrables développements technologiques sur les tubes à rayons X ou sur la prise ou l'analyse de l'image. En particulier, 
- La machine de Destot : Destot remarqua que la haute tension nécessaire à l’obtention des rayons X et généralement obtenue par les bobines d’induction (notamment celles de Ruhmkorff) pouvait être aussi produite par des machines électrostatiques surpuissantes. Il mit ainsi au point une machine de type Whimshurst avec 12 plateaux mobiles de 55 centimètres de diamètre et tournant à 700 tours par minute[11].
- Le stéréoscope radiographique de Destot : Destot fut également l’un des premiers à développer des techniques stéréoscopiques de la radiographie pour obtenir une image en 3 dimensions. Son système était notamment basé sur 2 écrans placés à des angles connus. Les principes de la stéréoscopie furent particulièrement utiles pour la radiologie de guerre en 1914-1918[11].
- L’orthodiagraphe de Destot : afin de mesurer pour la première fois le rapport cardiothoracique, Destot fabriqua un stéréographe composé dans grand étrier dont une branche porte le tube à rayons X et l’autre un écran au centre duquel se trouve fixé un crayon qui est mobile et sert à dessiner des contours observés sur une feuille de papier millimétrée situé derrière l’écran[12].
- Les premières investigations radiographiques des viscères : Avec l'aide de Léon Bérard, Destot fut sans doute l'un des premiers médecins à injecter des sels métalliques de composition diverse dans les vaisseaux pour opacifier la circulation viscérale[13].
- L’endoscopie radiographique : en 1897, Destot modifia des tubes pour pouvoir sonder l’intérieur des cavités anales, buccales et vaginales. Le principe consistait à considérer le tube comme un système unipolaire et en reliant le patient à la terre[14].
- La radiocinématoscopie : Destot fut l’un des premiers à tenter d’appliquer le cinématographe en radiologie afin de voir les organes vivre et bouger. Malheureusement, les nombreuses difficultés techniques le firent abandonner cette entreprise originale[15].

## Apport dans la radiographie articulaire et osseuse
Étienne Destot contribua très significativement au développement de l'orthopédie et fut notamment le premier médecin à employer le terme « pilon » dans la littérature orthopédique en 1911.
Destot étudia les lésions du poignet et de l’extrémité inférieure du radius. Ce travail fit l’objet d’un premier livre : « Le poignet et les accidents du travail », paru en 1905. Il fut également le co-auteur d’un ouvrage sur les « Traumatismes du coude chez l’enfant » en 1909. Il scruta également les différentes fractures possibles de l’astragale et rédigea un autre ouvrage : « Traumatismes du pied et rayons X » édité en 1911. Il met ainsi en évidence ce concept tout à fait nouveau pour l’époque, des fractures sans déplacement en montrant les lésions de l’astragale et aussi une fracture assez particulière, marginale postérieure du tibia, qui porte encore le nom de fracture de Destot.

## Destot et la Grande Guerre
En 1913, atteint par des radiodermites aux mains, il est contraint de cesser ses activités de radiologue : il part alors pour Paris où il deviendra expert près le tribunal de la Seine.
Quand la guerre éclata, Destot avait 50 ans et donc ne pouvait prétendre à aucun service sur le front. Pourtant, il écrivit au responsable de l’Armée :
« J'ai l’honneur de vous adresser une supplique et j’ose espérer que vous voudrez bien l’accueillir avec bienveillance. Réformé en 1886 comme élève du Service de Santé Militaire, je désirerais être réintégré sous les contrôles de l’armée, soit comme chirurgien, soit comme radiographe, soit comme simple conducteur d’automobile, j’ai cinquante ans et malgré les brûlures occasionnées par la radiographie, je puis encore rendre des services ».
Nommé aide-major, il fut envoyé à Epernay, puis à Château-Thierry. Après un bref passage à Paris, il fut transporté à Dijon puis revint à Paris en juin 1917, d'abord à l'Hôpital auxiliaire 101, puis au Grand-Palais jusqu’en novembre 1918.
Épuisé, il choisit Châtillon-sur-Seine en Bourgogne, attiré par d’anciens amis et des souvenirs d’enfance. Après une promenade le 3 décembre, il succomba à une maladie coronarienne au 57 de la rue de Chaumont. La tombe d’Etienne Destot se trouve aujourd’hui à Arc-et-Senans dont sa belle-famille (Les Aigrot) est originaire. Étienne Destot ne laissera pas de descendants directs.

## Un touche-à-tout de génie

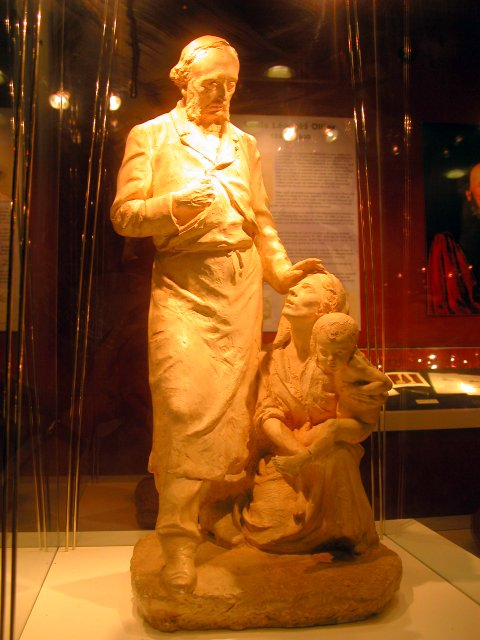
Statue de Léopold Ollier, Musée Ollier des Vans

Passionné d’art et de culture, Destot réalisa une impressionnante statue de son maître Louis Léopold Ollier « qui calme l’angoisse d’une mère agenouillée lui présentant le pied bot de son enfant. On lui doit aussi le buste d'Émilie Rozès situé dans l'entrée d'honneur de la mairie de Sainte-Foy-lès-Lyon. Il participa aussi à quelques caricatures et compositions de poèmes ou de chansons qui firent sa popularité à la Faculté de Médecine. Dans la rue, outre son autre "boutique" de photographie (le « Bi »), Destot se distingua aussi en circulant un temps dans une voiture au carénage aérodynamique de sa fabrication - aucune photographie n’est restée.

## Publications
- De la cataphorèse électrique, ses applications thérapeutiques, Imprimerie L. Bourgeon à Lyon, 1894, 31 p. (lire en ligne).

## Postérité

Espace de Destot

- Espace de Destot : Espace dans le poignet limité par l'hamatum, l'os capitatum, l'os triquetrum et l'os lunatum[20],[Note 1].
- Fracture de Destot :  Fracture assez particulière, marginale postérieure du tibia[1].
- Sa vie et son œuvre ont fait l'objet d'une thèse de médecine en 1995[21].
- Mort pour la France, son nom est inscrit au monument aux morts d'Arc-et-Senans[1].
- Son nom est gravé sur le Mémorial de radiologie (de), qui commémore les pionniers et martyrs de la radioactivité (physiciens, chimistes, médecins, infirmiers, laborantins etc), victimes parmi les premiers utilisateurs des rayons X dans le monde entier. Le mémorial qui comportait à l'origine 159 noms a été érigé dans le jardin de l'ancien hôpital Saint-Georges (de) à Hambourg (Allemagne) et a été inauguré le 4 avril 1936[22].

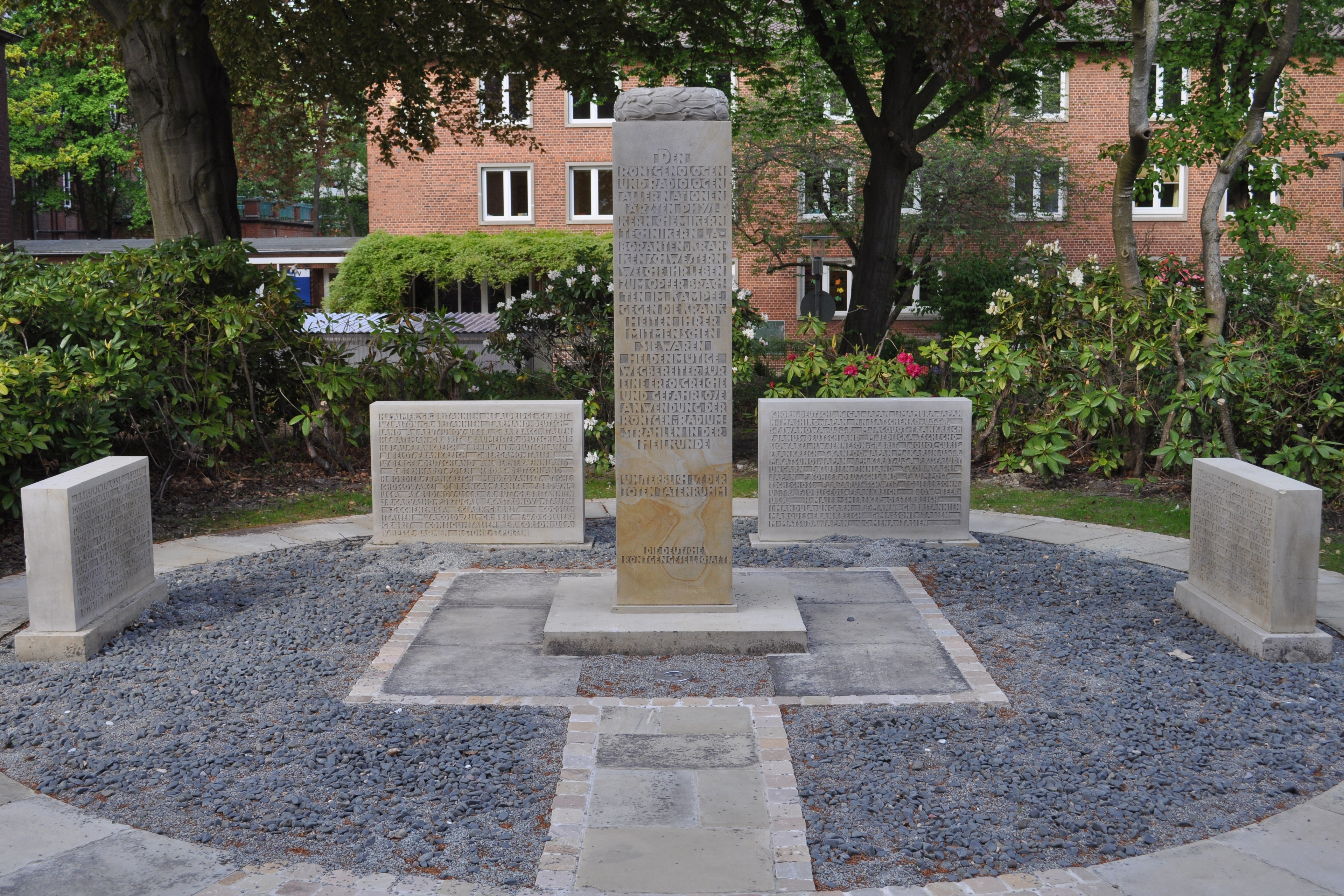
Mémorial de radiologie, Clinique Asklepios Saint-Georges à Hambourg, (Allemagne)